# 中野駅 (兵庫県)
中野駅（なかのえき）は、かつて兵庫県加古川市平岡町中野にあった別府鉄道土山線の駅（廃駅）である。別府鉄道廃線に伴い1984年（昭和59年）2月1日に廃止された。

## 歴史
- 1932年（昭和7年）：別府鉄道土山線の駅として開業。
- 1984年（昭和59年）2月1日：土山線廃止により廃止。

## 駅構造
島式ホーム1面1線を有していた地上駅。ホームは2両編成分程度の長さしかなかった。乗務員に下車を申告しておかないと通過することがあった。

## 隣の駅
別府鉄道
土山線
別府港駅 - 中野駅 - （川崎車輛工場前信号所） - 土山駅